# Liste russischer Universalenzyklopädien
Dies ist eine Liste russischer Universalenzyklopädien. 

## Kurzeinführung
Die erste vollständige Enzyklopädie in russischer Sprache war das enzyklopädische Nachschlagewerk Sprawotschny enziklopeditscheski slowar (russisch Справочный энциклопедический словарь, wiss. Transliteration Spravočnyj ėnciklopedičeskij slovar'; etwa: „Enzyklopädische Referenzwörterbuch“) von Startschewski im Verlag von Krai, veröffentlicht in den Jahren 1847–1855 in St. Petersburg im Umfang von 12 Bänden. Ein sehr umfangreiches Projekt war das von Brockhaus und Jefron in den Jahren 1890–1907. Die Große Sowjetische Enzyklopädie (russisch Большая советская энциклопедия), die umfangreichste russischsprachige Enzyklopädie, erschien in der Sowjetunion mit insgesamt drei Auflagen. Artikel der russischsprachigen Wikipedia erscheinen seit 2001.

## Liste

### 19. Jahrhundert
- Enzyklopädisches Lexikon von Pluchart / Энциклопедический лексикон Плюшара[3] (1834–1841)
- Enzyklopädisches Referenzwörterbuch von Startschewski und Krai / Справочный энциклопедический словарь Старчевского и Крайя[4] (1847–1855; 12 Bände)
- Enzyklopädisches Wörterbuch, zusammengestellt von russischen Gelehrten und Schriftstellern / Энциклопедический словарь, составленный русскими учёными и литераторами (1861–1863)
- Russisches Enzyklopädisches Wörterbuch[5] von Beresin (RESB) / Русский энциклопедический словарь Березина (РЭСБ, 1873–1879)
- Brockhaus und Efron Enzyklopädisches Wörterbuch (ESBE) / Энциклопедический словарь Брокгауза и Ефрона (ЭСБЕ, 1890–1907)
- Enzyklopädisches Tischwörterbuch / Настольный энциклопедический словарь[6] (1891–1903)

### 20. Jahrhundert
- Brockhaus und Efron Kleines Enzyklopädisches Wörterbuch (MESBE) / Малый энциклопедический словарь Брокгауза и Ефрона[7] (МЭСБЕ, 1899–1909)
- Große Enzyklopädie / Большая энциклопедия[8] (1900–1909)
- Enzyklopädisches Wörterbuch Granat / Энциклопедический словарь Гранат (1910–1948)
- Russische Enzyklopädie / Русская энциклопедия (1911–1915)
- Neues Enzyklopädisches Wörterbuch (NES) / Новый энциклопедический словарь[9] (НЭС, 1911–1916)
- Große Sowjetische Enzyklopädie (BSE) / Большая советская энциклопедия (БСЭ, 1926–1990)
- Kleine Sowjetische Enzyklopädie (MSE, 1928–1960) / Малая советская энциклопедия (МСЭ, 1928–1960)
- Sowjetisches Enzyklopädisches Wörterbuch (SES) / Советский энциклопедический словарь (СЭС, 1979–1990)
- Großes Enzyklopädisches Wörterbuch / Большой энциклопедический словарь (1991–2002)
- Große Kyrill-und-Method-Enzyklopädie / Большая энциклопедия Кирилла и Мефодия (1996–2013)

### 21. Jahrhundert
- Große Kyrill-und-Method-Enzyklopädie / Большая энциклопедия Кирилла и Мефодия (1996–2013)
- Enzyklopädie "Krugoswet" / Энциклопедия «Кругосвет»[10] (seit 2000)
- Russischsprachige Wikipedia / Русская Википедия (seit 2001)
- Kurze russische Enzyklopädie / Краткая российская энциклопедия (2003)
- Neue russische Enzyklopädie / Новая российская энциклопедия (2003–2018)
- Große russische Enzyklopädie (BRE) / Большая российская энциклопедия (БРЭ, 2004–2017)
- Große Enzyklopädie Terra (2006) Большая энциклопедия «Терра» (2006)
- Neues Enzyklopädisches Wörterbuch / Новый энциклопедический словарь[11] (2006–2012)